# Nam Nias (huyện)
Huyện Nias Selatan (Nam Nias) là một huyện ở tỉnh Bắc Sumatra, Indonesia. Huyện có diện tích 2.487,99 km2 và theo điều tra dân số năm 2010 có dân số 289.708; Điều tra dân số năm 2020 cho thấy dân số là 360.531, trong khi ước tính chính thức vào giữa năm 2022 là 373.674. Trung tâm hành chính của nó là cảng Teluk Dalam. Ngoài phần phía Nam của Đảo Nias, ngoài ra nó còn bao gồm Quần đảo Batu nhỏ hơn (Pulau Pulau Batu) ở phía Nam, nằm giữa Nias và Siberut; những hòn đảo này chiếm gần một nửa diện tích đất của huyện, nhưng chỉ có 9% dân số.

## Các đơn vị hành chính
Huyện gồm có phó huyện hành chính (kecamatan) sau: